# Isla Maly Taymyr
La isla Maly Taymyr (en ruso: Малый Таймыр, o Ostrov Maly Taymyr, «pequeña Tamir») es una pequeña isla del archipiélago Severnaya Zemlya, localizada en el Ártico de Rusia, en el mar de Láptev, en aguas del estrecho de Vilkitsky. 
Administrativamente, la isla depende del Krai de Krasnoyarsk.

## Geografía
La isla Maly Taymyr, con 232 km², está en la parte exterior sureste del archipiélago de Severnaya Zemlya, a unos 40 km de la isla Bolchevique. Se localiza al noreste de la península de Taymyr, frente a la costa oriental de Siberia. Muy próxima a esta isla, entre ella y Bolchevique, hay otra pequeña isla, la isla Starokadomsky, a menos de 6 km en su parte noreste. Las aguas del estrecho de Vilkitsky, al sur de la isla, así como las aguas que rodean las dos islas, están cubiertas de hielo durante el largo invierno y tiene muchos témpanos flotantes en los pocos días del corto verano en que están libres, entre junio y septiembre.
La isla Maly Taymyr es parte de la Reserva Natural Estatal Gran Ártico, creada en 1993 en torno a la península de Taymyr, y que es la reserva natural más grande de Rusia y la tercera mayor del mundo.
En la costa norte de Maly Taymyr hay una pequeña isla ribereña llamada Ostrov Oktyabrenok. 
La isla Maly Taymyr no debe confundirse con la isla Taymyr en el mar de Kara.

## Historia
La isla Maly Taymyr fue descubierta por la Expedición Hidrográfica rusa al Océano Ártico, dirigida por Boris Vilkitsky, con los rompehielos Vaygach y Taymyr, que partió en 1911 y llegaron a esta zona el 22 de agosto de 1913, (3 de septiembre en el calendario gregoriano), en que izaron la bandera rusa en lo que creyeron una única isla y llamaron «Tierra de Nicolás II», en honor al Zar Nicolás II de Rusia. La isla fue llamada luego isla zarevich Alexei, o simplemente isla Alexei, en honor al hijo del zar, pero después de la Revolución de Octubre pasó a denominarse «Maly Taymyr». En 2005, una solicitud fue remitida al gobierno local del Krai Krasnoyarsk, a fin de restablecer su antiguo nombre.